# Emmanuel Kundé
Emmanuel Jerome Kundé (15. července 1956, Kamerun – 16. května 2025) byl kamerunský fotbalový obránce, který se zúčastnil mj. MS 1982 a MS 1990. Vítěz Afrického poháru národů z let 1984 a 1988.

## Reprezentace
Ve finálovém zápase na APN 1988 27. března 1988 rozhodl zápas proti Nigérii, když vstřelil z pokutového kopu jediný gól utkání v 55. minutě. Kamerun díky tomu získal svůj druhý titul na APN.
Na Mistrovství světa ve fotbale 1982 ve Španělsku odehrál všechna utkání Kamerunu (ani jednou nestřídal) v základní skupině postupně proti Peru (0:0), Polsku (opět remíza 0:0) a Itálii (remíza 1:1). Kamerun získal stejný počet bodů (3) jako Itálie, ale kvůli horšímu skóre nepostoupil dál.
O 8 let později byl nominován na Mistrovství světa ve fotbale 1990 v Itálii, kde rovněž odehrál 3 zápasy základní skupiny postupně proti Argentině (výhra Kamerunu 1:0, Kundé odehrál celý zápas), Rumunsku (výhra Kamerunu 2:1, Kundé byl vystřídán v 68. minutě) a SSSR (prohra Kamerunu 0:4, Kundé byl vystřídán ve 34. minutě Rogerem Millou). V osmifinále proti Kolumbii nenastoupil (Kamerun vyhrál 2:1 po prodloužení). Ve čtvrtfinále proti Anglii odehrál celé utkání, které dospělo až do prodloužení. V zápase srovnával v 61. minutě na 1:1, Anglie nakonec zvítězila 3:2 v prodloužení.